# Polinia

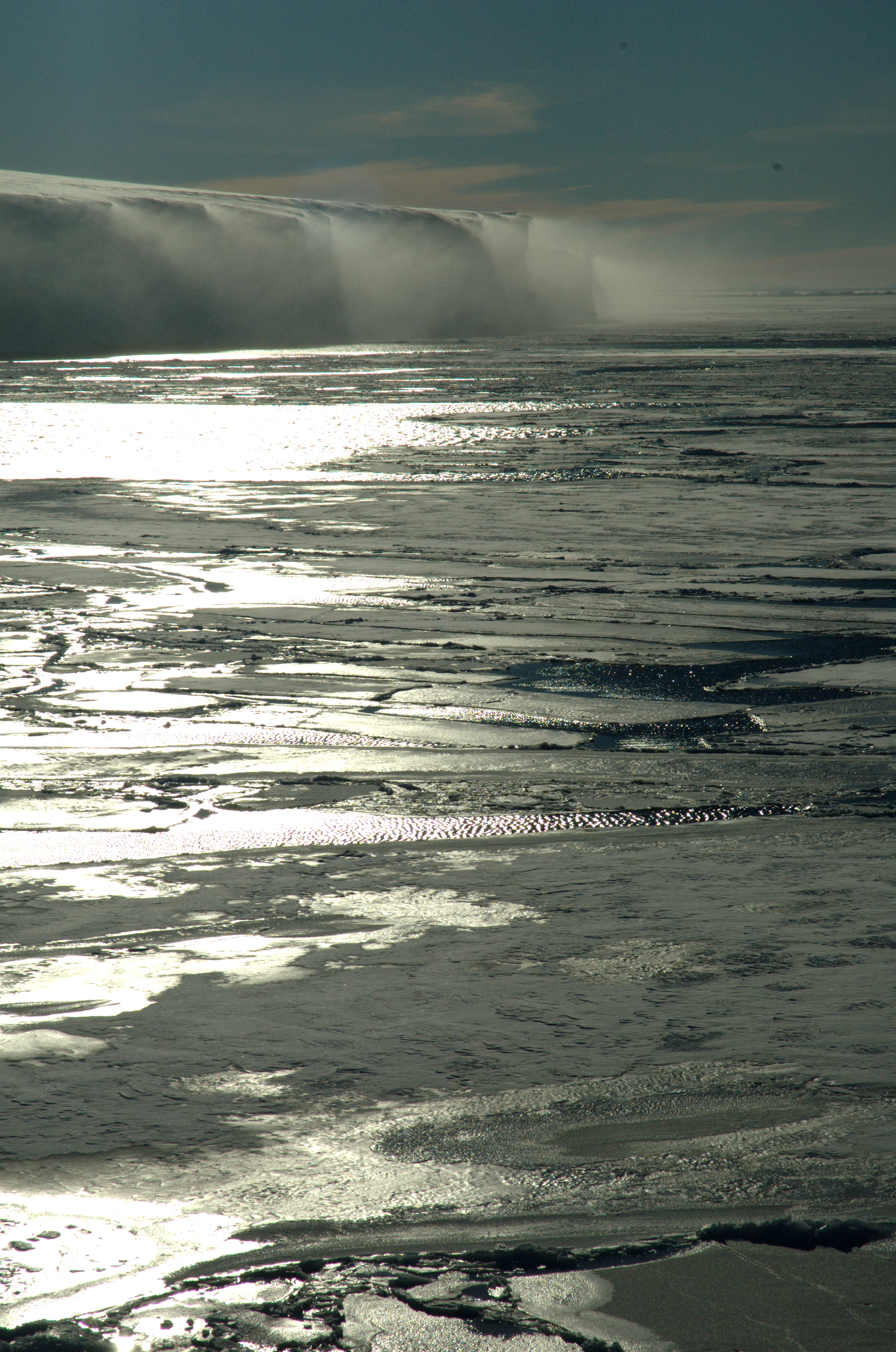
Een polinia.

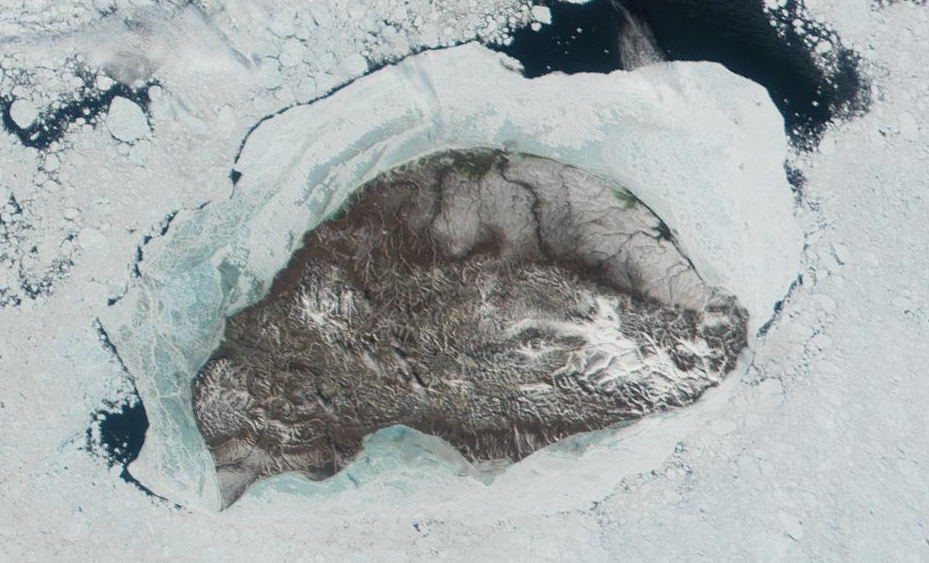
Satellietfoto van polinia bij het eiland Wrangel

Een polinia (van het Russische полынья; [pəlɨˈnʲja], polynja: "ijsgat", "wak"), groot wak of wakvlakte is de benaming voor een grote watervlakte omringd door pakijs. Het wordt ook gebruikt als benaming voor gebieden in de Arctis of Antarctis, die een groot deel van het jaar vrij blijven van ijs. Vroeger werd gedacht dat de noordpool werd omringd door een zee, die De Polinia werd genoemd. 

## Ontstaan en gevolgen
Er zijn twee soorten polinia's, waarvan de vorming afhankelijk is van verschillende processen:
- Voelbare warmte-polinia: ontstaat bijvoorbeeld door opwelling van relatief warm diepzeewater (± 2°C), waardoor het oppervlaktewater nooit het vriespunt bereikt. Hierdoor wordt de ijsontwikkeling verminderd en soms zelfs tot staan gebracht. De periode van het bestaan van de polinia hangt hierbij af van de toevoer van nieuw warm water, daar deze snel warmte verliest aan de lucht, wat de kans op herbevriezing vergroot.
- Latente warmte-polinia: wordt gevormd door toedoen van wind of zeestromingen, waardoor net gevormd ijs wordt weggedreven van een vaste grens (bijvoorbeeld een kustlijn, ijs verbonden met het vasteland of ijsweg). Bij het bevriezen gaat veel warmte verloren aan de zee, terwijl zout wordt afgegeven aan het eronder stromende zeer koude water. Hierdoor ontstaat zeer koud water met een grote dichtheid, dat naar de bodem zakt (thermohaliene circulatie).

Latente warmte-polinia's zorgen voor de productie van veel ijs en water met hoge dichtheid in beide poolgebieden. Door dit versnelde proces wordt veel pekel afgezet in het oppervlaktewater. Dit zoute water zakt vervolgens naar beneden en vermengt zich  met het water eronder. Het is nog onduidelijk of de polinia's in de Arctis voldoende water met hoge dichtheid produceren om een belangrijk onderdeel te vormen van het water met hoge dichtheid dat benodigd is voor de aansturing van de thermohaliene circulatie.
Sommige polinia's, zoals de North Water-polinia in Canada, komen elk jaar rond dezelfde tijd op dezelfde plaats voor. Dieren kunnen hun overlevingsstrategieën aanpassen aan dit verschijnsel, waardoor dergelijke polinia's worden gezien als belangrijk voor het ecologisch onderzoek. In de winter verblijven er zeezoogdieren, zoals de walrus, narwal en de witte dolfijn en andere dieren die niet naar het zuiden afreizen. In de lente kan licht doordringen door de dunne of afwezige ijslaag, waardoor microalgen (microfyten), die de basis vormen van zeevoedselketen, vroeger tot bloei komen.

## De Polinia
Het Russische woord Полынья voor een gat in het ijs werd bedacht in de 19e eeuw door poolonderzoekers voor het bevaarbare delen van de zee. Gedacht werd dat zich een open zee bevond rond de noordpool, die werd aangeduid als De Polinia of Polinia van Kane. De mystieke polinia, de open zee ten noorden van Siberië. De zoektocht naar deze poolzee is te vergelijken met die van de Noordwestpassage.

## Trivia
- Polynia is ook de naam van een schip dat verloren ging op zee in 1891, waarvan de bemanning werd gered door de Russische pantserkruiser Aurora en werd verwerkt in het Canadese lied Old Polina
- De Polynia-eilanden zijn een serie van kleine laaggelegen eilandjes voor de kust van de Canadese provincie Northwest Territories in de Noordelijke IJszee, nabij Melville-eiland. Deze eilandjes werden ontdekt door de Fransman Francis Leopold McClintock en werden mogelijk zo genoemd vanwege het pakijs dat deze zag in het binnenland ervan.[4]